# Mario De Nigris
Mario De Nigris (Pescara, 23 novembre 1923 – Teramo, 21 luglio 2017) è stato un partigiano italiano.

## Biografia
Studia a Roma all'Accademia di Belle Arti e successivamente alla facoltà di Architettura La Sapienza.
Durante la seconda guerra mondiale fu inquadrato nella Brigata Sassari dove raggiunse il grado di sergente.
Tornato in Abruzzo dopo l'armistizio di Cassibile si distinse come comandante partigiano nella lotta di liberazione contro il nazifascismo  nella battaglia di Bosco Martese e protagonista negli ultimi mesi del 1943 di varie azioni di sabotaggio  si arruola nella divisione Mantova del Corpo di liberazione nazionale.
Nel dopoguerra con la famiglia si stabilisce stabilmente a Teramo, città nella quale per 40 anni ricopre il ruolo di funzionario della Banca Popolare (divenuta in seguito Intesa Sanpaolo). A Teramo continua attivamente a coltivare il suo lavoro artistico e si prodiga nel mondo sociale e civile.
Nel disegno e nella pittura ottiene importanti riconoscimenti di critica. Cospicua la sua produzione artistica, in oltre 50 anni di attività pittorica per la quale ha ricevuto apprezzamenti e stima, fra gli altri, da personaggi come Renato Guttuso, Carlo Carrà, Carlo Levi, Marino Mazzacurati e Venanzo Crocetti.
Dal 1969, per 25 anni, è presidente della Società di Mutuo Soccorso "Fratellanza Artigiana", fondata nel 1861 da Giuseppe Garibaldi, nella quale ricoprirà poi il ruolo di presidente onorario dal 1995 per il resto della vita.
Opera per 16 anni, a partire dalla metà degli anni settanta, alla gestione e alle attività dell'Istituto abruzzese per la Storia della Resistenza e dell'Italia contemporanea.
Fu fondatore e presidente del Premio "Paliotto d'Oro" istituito nel 1986, e co-fondatore della sezione teramana di Italia Nostra e Teramo Nostra.
È stato inoltre presidente onorario provinciale dell'Associazione Nazionale Partigiani d'Italia (ANPI).
Nel 2007 la provincia di Teramo in collaborazione con la Biblioteca regionale Melchiorre Dèlfico realizza un catalogo antologico delle sue opere presentato dal critico Cosimo Savastano.
Nel 2012 scrive un diario dal titolo: I miei conti con il tramonto della vita conservato presso l'Archivio Diaristico Nazionale nel quale ripercorre i principali episodi ed i luoghi in cui si sono svolte le sue azioni.
Nel 2013 la CGIL di Teramo pubblica la sua Autobiografia: brevi appunti di un lungo viaggio.
Nel 2022 la Fondazione Pasquale Celommi gli dedica una mostra e la pubblicazione di una monografia.